# Вудленд-Парк (Нью-Джерсі)
Вудленд-Парк (англ. Woodland Park) — місто (англ. borough) в США, в окрузі Пассаїк штату Нью-Джерсі. Населення — 13 484 особи (2020).

## Географія
Вудленд-Парк розташований за координатами 40°53′24″ пн. ш. 74°11′40″ зх. д. / 40.89000° пн. ш. 74.19444° зх. д. (40.889908, -74.194581).  За даними Бюро перепису населення США в 2010 році місто мало площу 8,07 км², з яких 7,68 км² — суходіл та 0,39 км² — водойми.

## Демографія
Згідно з переписом 2010 року, у селищі мешкало 11 819 осіб у 4632 домогосподарствах у складі 3214 родин. Було 4835 помешкань
Расовий склад населення:
| - 82,3 % — білих - 4,2 % — чорних або афроамериканців - 4,2 % — азіатів - 0,2 % — корінних американців - 0,1 % — вихідців з тихоокеанських островів - 6,2 % — осіб інших рас |

До двох чи більше рас належало 2,8 %. Частка іспаномовних становила 20,7 % від усіх жителів.
За віковим діапазоном населення розподілялося таким чином: 19,7 % — особи молодші 18 років, 62,7 % — особи у віці 18—64 років, 17,6 % — особи у віці 65 років та старші. Медіана віку мешканця становила 41,9 року. На 100 осіб жіночої статі у селищі припадало 92,1 чоловіків;  на 100 жінок у віці від 18 років та старших — 88,7 чоловіків також старших 18 років.
Середній дохід на одне домашнє господарство  становив 92 480 доларів США (медіана — 78 708), а середній дохід на одну сім'ю — 98 281 долар (медіана — 85 295). Медіана доходів становила 55 871 долар для чоловіків та 45 067 доларів для жінок. За межею бідності перебувало 5,8 % осіб, у тому числі 9,0 % дітей у віці до 18 років та 3,6 % осіб у віці 65 років та старших.
Цивільне працевлаштоване населення становило 6059 осіб. Основні галузі зайнятості: освіта, охорона здоров'я та соціальна допомога — 29,5 %, роздрібна торгівля — 12,2 %, науковці, спеціалісти, менеджери — 9,4 %, виробництво — 8,1 %.